# Näringslivets mäktigaste kvinna
Näringslivets mäktigaste kvinna är en utmärkelse som årligen utses av  Dagens Industri. Utmärkelsen instiftades 1999 av Veckans Affärer och utvecklades efter ett par år till att bestå av en lista över de 125 mäktigaste näringslivskvinnorna i Sverige inom flera olika kategorier. Kategoriernas namn och antal har skiftat något genom åren, men de finns för att visa på olika aspekter av makt och för att tydligare kunna lyfta fram kvinnor som verkar inom olika områden av näringslivet. Varje år utses en av kvinnorna på listan till Näringslivets Mäktigaste.
När Veckans affärer lades ner 2019 övertogs utmärkelsen av Dagens Industri.

## Vinnare
- 1999 Sara Kullgren, 31, vd Nokia Mobile Phones[1]
- 2000 Cecilia Schelin Seidegård, 45, vice vd Astra Zeneca[1]
- 2001 Marianne Nivert, 60, vd Telia[1]
- 2002 Marie Ehrling, 46, vice koncernchef SAS[1]
- 2003 Annika Falkengren (då Bolin), 40, vice vd SEB[1]
- 2004 Louise Julian, 45, koncernchef EF[1]
- 2005 Annika Falkengren, 42, koncernchef SEB[1]
- 2006 Gunilla Nordström, 47, Kinachef Sony Ericsson[1]
- 2007 Mia Brunell, 41, vd Kinnevik[1]
- 2008 Helene Biström, 45, Nordenchef Vattenfall[1]
- 2009 Ingrid Bonde, 49, vd AMF Pension[1]
- 2010 Lena Olving, 53, vice vd Saab[1]
- 2011 Malin Frenning, 43, bredbandschef Teliasonera[1]
- 2012 Susanna Campbell, 39, vd Ratos[1]
- 2013 Petra Einarsson, 45, vd för Sandvik Materials Technology
- 2014 Helena Helmersson, 40, hållbarhetschef på Hennes & Mauritz[2]
- 2015 Azita Shariati, 47, vd för Sodexo Sverige[3]
- 2016 Mia Brunell Livfors, 50, vd och koncernchef på Axel Johnson[4]
- 2017 Helena Stjernholm, 46, vd för Industrivärden[5]
- 2018 Kerstin Hessius, 59, vd för Tredje AP-fonden och Isabella Löwengrip, 27, entreprenör och influerare.[6]
- 2019 Åsa Bergman, 51, vd och koncernchef på Sweco[7]
- 2020 Carina Åkerström, vd för Handelsbanken[8]
- 2021 Magdalena Andersson, Sveriges finansminister[9]
- 2022 Caroline Berg, styrelseordförande i Axel Johnson AB.[10]
- 2023 Anna Borg, vd för Vattenfall.[11]
- 2024 Helena Hedblom, vd för Epiroc[12]
- 2025 Karin Rådström, vd för Daimler Trucks[13]